# Kanał Rybny
Kanał Rybny (niem. Vorflut t. Vorfluth Kanal, po 1945 Kanał Pucki) – śródlądowy kanał w Szczecinie o długości ok. 1,44 km. 
Oddziela wyspę Zaleskie Łęgi od Wyspy Puckiej i łączy Jezioro Portowe z Parnicą. Kilkadziesiąt metrów od dawnego ujścia kanału do Parnicy usypano groblę, którą prowadzi ul. Marynarska. Wykonano również nowy przekop, na którego końcu znajduje się budynek przepompowni melioracyjnej. Ulica Marynarska nad nowym przekopem przebiega po moście. 
Nazwę Kanał Rybny wprowadzono urzędowo rozporządzeniem w 1949 roku, zastępując poprzednią niemiecką nazwę Vorflut Kanal.